# Happy Sunrise! 今日の天気とロートスキンケア情報
『Happy Sunrise! 今日の天気とロートスキンケア情報』は、2024年4月1日より中国地方のJRN系列局で平日の朝に放送されていたラジオ番組である。ロート製薬の一社提供。

## 概要
その日の天気予報を伝えた後で、紫外線ケアをはじめとするスキンケアに関する情報とロート製薬のスキンケア商品の紹介を行っている。
中国放送は『黒木瞳のあさナビ』（ニッポン放送制作）を、山陰放送は『伊集院光のおたよりください!』（TBSラジオ制作）をそれぞれ終了させる形で番組を開始。RSK山陽放送と山口放送では、従来からワイド番組内で放送していた天気予報を当番組に移行させる形となった。
2023年9月29日まで放送されていた『歌のない歌謡曲』の一社提供及び企画ネット番組の形態を半年ぶりに復活する形で中国地方のJRNに加盟する4局の枠組みにおいて放送している。『歌のない歌謡曲』の放送時間とほぼ同じ時間帯での放送は中国放送のみであり、それ以外の放送局では異なる時間帯となっている。

## 放送局・出演者
いずれも生放送で放送時間の早い順から記載。太字で示された出演者は当該局にて現職でアナウンサー職に就いている者を指す。
| 放送対象地域   | 放送局名  | 放送時間    | 出演者 | 備考                             |
| -------------- | --------- | ----------- | --- | -------------------------------- |
| 広島県         | 中国放送  | 6:48 - 6:50 | 本名正憲 | 『本名正憲のおはようラジオ』内包 |
| 鳥取県・島根県 | 山陰放送  | 6:55 - 7:00 | |                                  |
| 山口県         | 山口放送  | 7:05 - 7:10 | （月）中村衣里・山本恭子 （火）山本恭子・青木京子 （水）高橋裕・梅崎さくら （木）高橋裕・武藤ひさこ （金）高橋裕・山本博子 | 『KRY Morning Up』内包           |
| 岡山県         | RSKラジオ | 9:03 - 9:07 | （月・火）坂俊介 （水・木）国司憲一郎 （金）滝沢忠孝                                                                       | 『天神ワイド 朝』内包            |